# Даркылах
Даркыла́х (якут. Чыамайыкы) — село в Мегино-Кангаласском улусе Якутии России. Административный центр и единственный населённый пункт Чыамайыкинского наслега.

## География
Село расположено в центре региона на Центрально-Якутской равнине, в зоне тайги, в подзоне среднетаёжных лесов, на левом берегу реки Тамма.
Расстояние до улусного центра — пгт Нижний Бестях — 113 км.
Климат
В населённом пункте, как и во всем районе, климат резко континентальный, с продолжительным зимним и коротким летним периодами. Зимой погода ясная, с низкими температурами. Устойчивые холода зимой формируются под действием Сибирского антициклона. Средняя температура января −41…-42 °С, июля +17…+18 °С. Осадков выпадает 200—255 мм в год.

## История
Согласно Закону Республики Саха (Якутия) от 30 ноября 2004 года N 173-З N 353-III село возглавило образованное муниципальное образование Чыамайыкинский наслег.

## Население
| 2002 | 2010 | 2012 | 2013 | 2014 | 2015 | 2016 | 2017 | 2018 | 2019 | 2020 |
| ---- | ---- | ---- | ---- | ---- | ---- | ---- | ---- | ---- | ---- | ---- |
| 486  | ↘434 | ↘414 | ↗415 | ↗416 | ↘413 | ↘412 | ↗417 | ↗428 | ↘418 | ↘416 |
| 2021 |      |      |      |      |      |      |      |      |      |      |
| ↗418 |      |      |      |      |      |      |      |      |      |      |

## Улицы
| - ул. Берёзовая, - ул. Гаражная, - ул. Главная, - ул. Даркылахская, | - ул. Лесная, - ул. Мира, - ул. Набережная, - ул. Новая, | - ул. Озёрная, - ул. Советская, - ул. Школьная, - ул. Юбилейная. |

## Экономика
Животноводство (мясо-молочное скотоводство, мясное табунное коневодство).

## Инфраструктура
Клуб, неполная средняя общеобразовательная школа, учреждения здравоохранения и торговли.

## Транспорт
До села можно добраться на автомобиле по грунтовой дороге Хочо — Даркылах или вертолётом.